# دوناتيلو
دوناتيلو(الاسم الكامل: Donato di Niccolò di Betto Bardi؛ 1386 - 1466) نحات إيطالي من فلورنسا، يعد من أشهر النحاتين إلى جانب مايكل أنجلو، ومن فناني إيطاليا المعروفين في القرن 15 وفي عصر النهضة الأوروبية.
عرف بنحته للشخصيات البشرية وقصصه الدرامية بعد أن درس النحاتة الرومانية القديمة ثم دمج أفكارها مع مراقبته الحادة والعاطفية للحياة اليومية. بمساعدة ألبيرتي، وبرونليسكي، وماساتشيو، وأتشلو، ابتكر دوناتيلو أسلوب النهضة الإيطالية التي عرضها على روما وسيينا وبادوفا في مختلف المراحل من حياته. قدم الكثير في حياته، وبين عامي 1401 و 1461 كانت هنالك حوالي 400 إشارة وثائقية له.
تدرب في فلورنسا مع لورينزو جيبرتي وبدأ العمل وحده في عام 1408. عرف بزيارته لروما في 1403 و1433. كان لديه ورشة عمل في بادوفا بين من 1443 إلى 1453، رغم أنه قضى معظم حياته في فلورنسا. تتضمن أعماله: «القديس مارجرجس»، و«المبشر الإنجيلي يوحنا»، و«المجدلية». يعد أول نحات من العصور القديمة يصنع تماثيل تقف بطلاقة، منفصلة عن الإطار المعماري. يعرف أيضاً بعمل تمثال برونزي بالحجم الواقعي لفارس مع حصانه («غاتاملاتا»، وهو الاسم الأكثر شهرة للقائد إراسمو دا نارني)، وكذلك عمل نصباً تذكارياً للبابا المعادي يوحنا الثالث والعشرين، والتمثال البرونزي لداوود.

## معرض صور

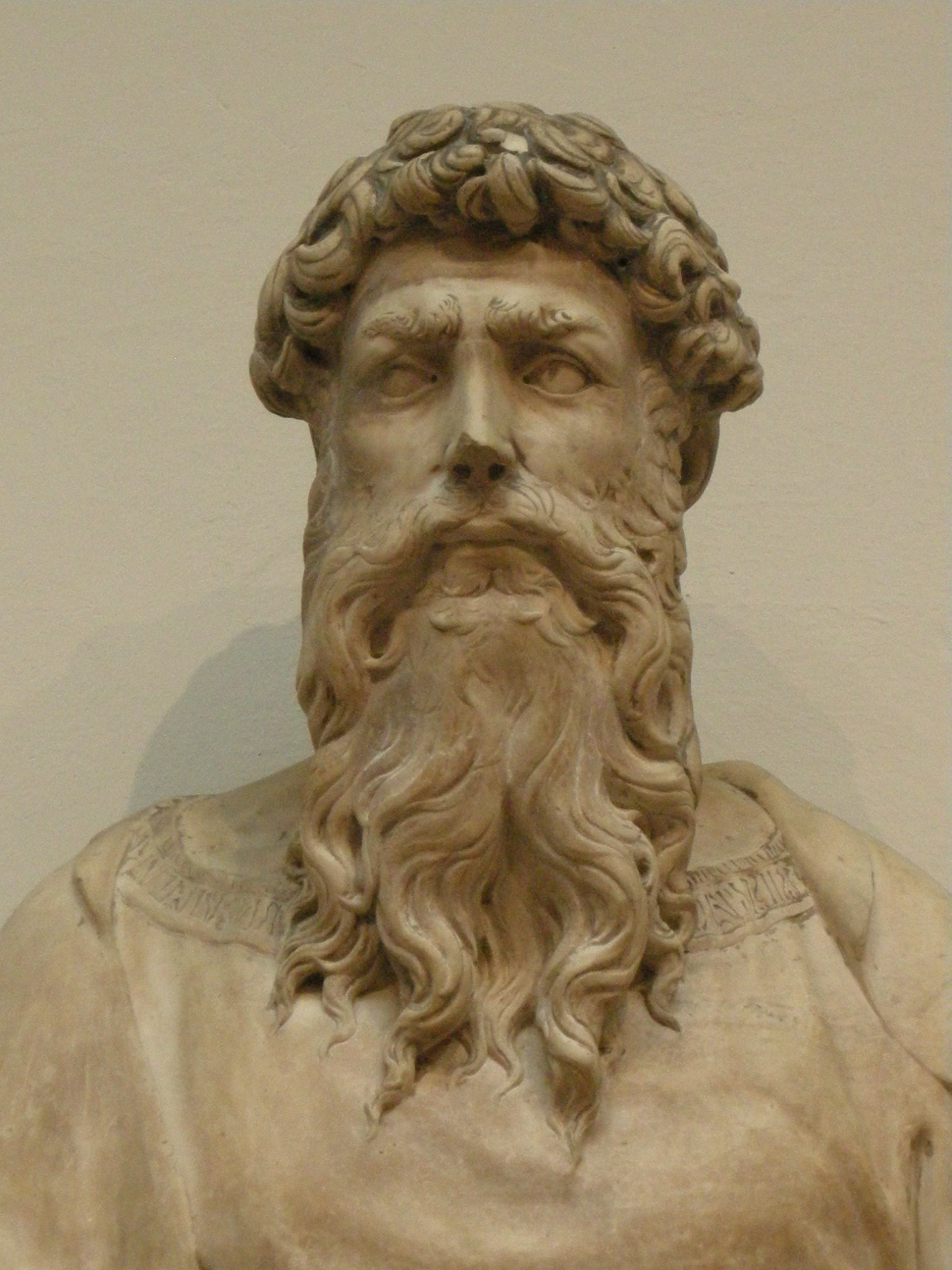
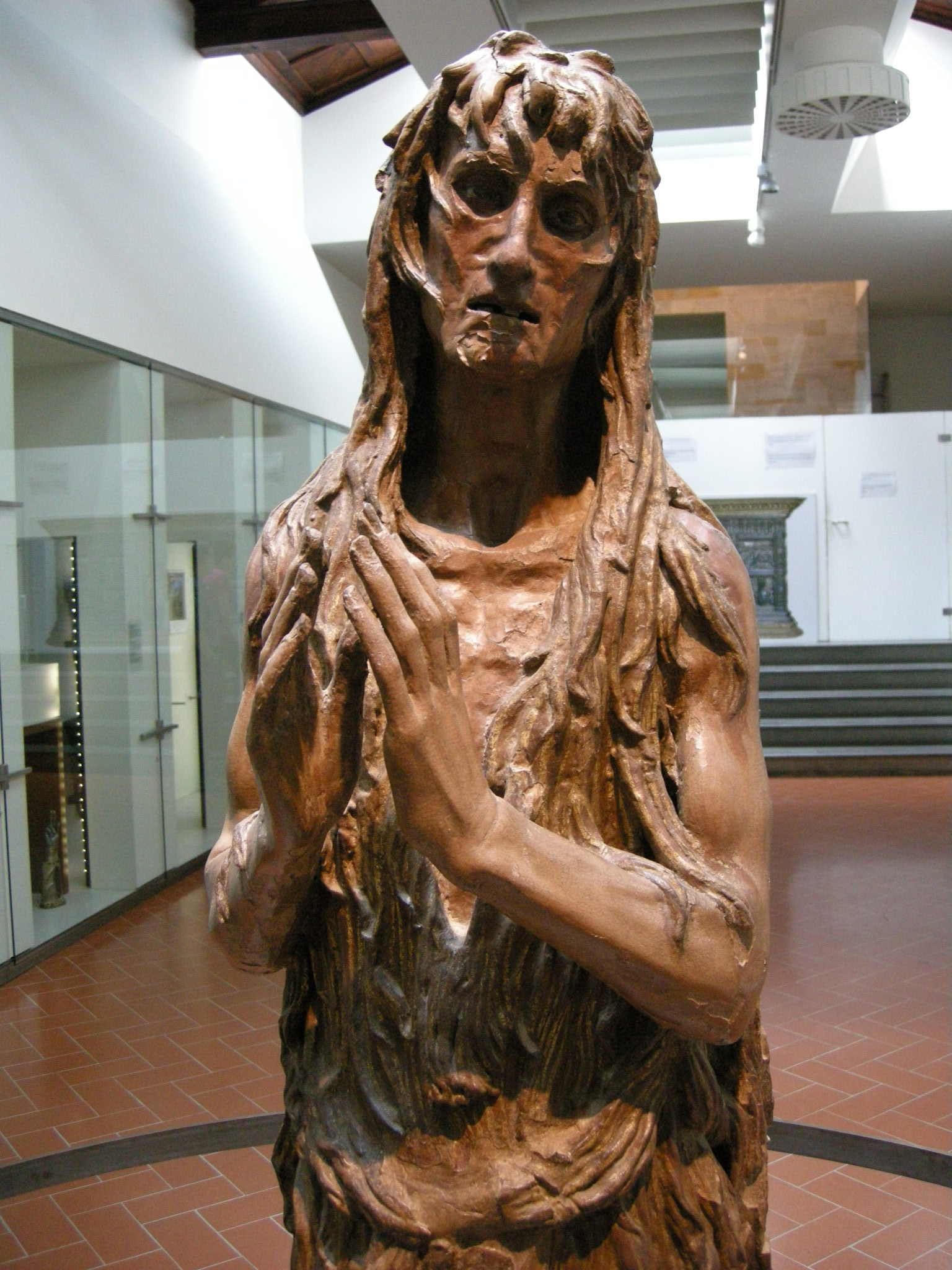
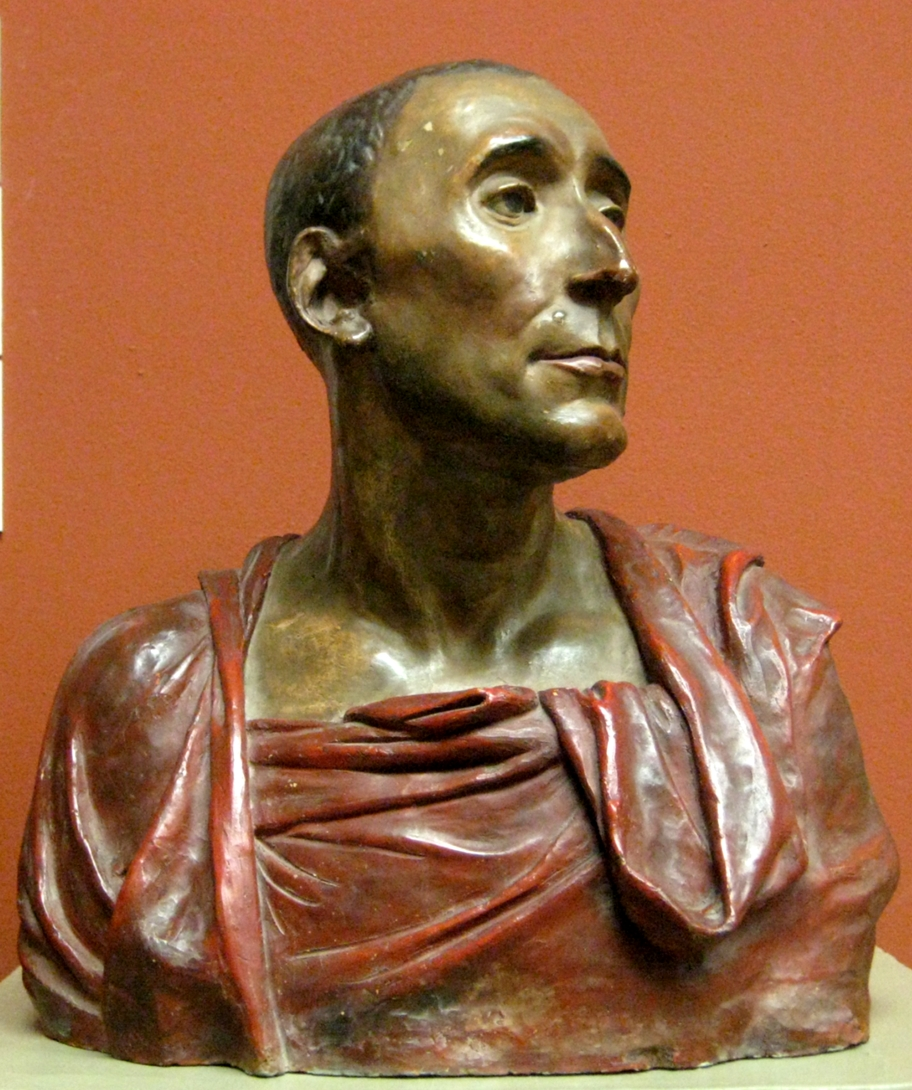

## روابط خارجية
- دوناتيلو على موقع الموسوعة البريطانية (الإنجليزية)
- دوناتيلو على موقع إن إن دي بي (الإنجليزية)
- دوناتيلو على موقع ديسكوغز (الإنجليزية)